# OSS 117 リオデジャネイロ応答なし
『OSS 117 リオデジャネイロ応答なし』（オーエスエス117リオデジャネイロおうとうなし、OSS 117: Rio ne répond plus）は、2009年のフランスのスパイ・パロディ映画。監督はミシェル・アザナヴィシウス、出演はジャン・デュジャルダンとルイーズ・モノなど。『OSS 117 私を愛したカフェオーレ』（2006年）の続編である。
日本では劇場未公開だが、WOWOWで2013年2月27日に放送され、2014年7月2日に『フレンチ大作戦 灼熱リオ、応答せよ』のタイトルでDVDが発売された。

## キャスト
- ユベール・ボニスール（OSS117）: ジャン・デュジャルダン - フランスのスパイ。
- ドロレス・クレショフ: ルイーズ・モノ（フランス語版） - イスラエル軍中佐。ユベールとコンビを組む。
- フォン・ジンメル教授: リュディガー・フォグラー - ナチスの「元」高官。
- ハインリッヒ: アレックス・ルッツ（フランス語版） - ジンメルの息子。ヒッピー。
- キャルロッタ: リーム・ケリシ（フランス語版） - ユベールに接近して来た謎の美女。
- アルモン・レシニャック: ピエール・ベルメア（フランス語版） - ユベールの上司。
- ビル・トルメンドス: ケン・サミュエル - CIAのエージェント。

## 作品の評価
Rotten Tomatoesによれば、52件の評論のうち高評価は75%にあたる39件で、平均点は10点満点中6.2点、批評家の一致した見解は「ジャン・デュジャルダンのさらなる魅力的な演技によって、この続編は一段とバカらしく楽しいアクション、そして一段と政治的に正しくないユーモアを、1960年代のスパイ映画ファンに提供している。」となっている。
Metacriticによれば、19件の評論のうち、高評価は13件、賛否混在は5件、低評価は1件で、平均点は100点満点中58点となっている。
アロシネによれば、メディアによる28件の評価の平均は5点満点中4.1点となっている。